# Porcsalma-Tyukod megállóhely
Porcsalma-Tyukod megállóhely egy Szabolcs-Szatmár-Bereg vármegyei vasúti megállóhely a MÁV üzemeltetésében. Az állomás területe és létesítményei nagyobbrészt Tyukod településen helyezkednek el, de a nyugati része már Porcsalma település határain belül található. Közúti elérését a 4923-as útból a két község határvonalán kiágazó 49 337-es számú mellékút teszi lehetővé.

## Vasútvonalak
Az állomást az alábbi vasútvonalak érintik:
- Kocsord–Csenger-vasútvonal

## Kapcsolódó állomások
A vasútállomáshoz az alábbi állomások vannak a legközelebb:
- Ököritófülpös megállóhely (Kocsord–Csenger-vasútvonal)
- Csenger vasútállomás (Kocsord–Csenger-vasútvonal)

## Forgalom
| Járat        | Útvonal | Gyakoriság |
| ------------ | --- | ---------- |
| személyvonat | Csenger – Porcsalma-Tyukod – Ököritófülpös – Győrtelek alsó – Győrtelek – Kocsord alsó – Kocsord – Mátészalka | Napi 2 pár |